# Phyllachora thiruvananthapurica
Phyllachora thiruvananthapurica är en svampart som beskrevs av Hosag. & T.K. Abraham 1997. Phyllachora thiruvananthapurica ingår i släktet Phyllachora och familjen Phyllachoraceae.   Inga underarter finns listade i Catalogue of Life.